# 8900 AAVSO
أي أي في أس أو (ويعرف أيضًا باسم 8900 أي أي في أس أو وفق تسمية الكوكب الصغير) (بالإنجليزية: AAVSO)‏ هو كويكب ضمن حزام الكويكبات؛ وترتيبه 8900 من حيث الاكتشاف.
اكتُشف هذا الجُرم الفلكي بواسطة Dennis di Cicco ‏ في 24 أكتوبر 1995، وأُطلق عليه هذا الاسم نسبةً إلى American Association of Variable Star Observers ‏.

## وصلات خارجية
- 8900 AAVSO في قاعدة بيانات مختبر الدفع النفاث لأجرام النظام الشمسي الصغيرة

- الاكتشاف · مخطط المدار ·  العناصر المدارية · المعلمات المادية

- 8900 AAVSO على موقع ويكي سكاي: DSS2, SDSS, GALEX, IRAS, Hydrogen α, X-Ray, Astrophoto, Sky Map, Articles and images